# 海腹川背
『海腹川背』（うみはらかわせ）は、1994年12月23日に日本のTNNから発売されたスーパーファミコン用横スクロールアクション、およびシリーズ名。

## 概要
主人公の「海腹川背」という名前の女の子を操作し、ゴムロープの先に付いた釣り用ルアーを天井や壁に引っ掛けて進み、ゴールとなるドアを目指すものである。なお主人公は説明書などで親しみを込めて「川背さん」と“さん”付けで紹介されている。
開発はTNNが行い、ディレクターおよびプログラムはパソコン用ソフト『ユーフォリー』（1987年）を手掛けた酒井潔、音楽はスーパーファミコン用ソフト『史上最強リーグ セリエA エースストライカー』（1995年）を手掛けた中野雅仁および本山淳弘、立川伸治、キャラクター・デザインはPCエンジンSUPER CD-ROM²用ソフト『ルイン 神の遺産』（1995年）を手掛けた近藤敏信が担当している。
後にエクシングからPlayStation用ソフト『海腹川背・旬』（1997年）が発売され、以後シリーズ化された。
ニンテンドー3DS用ソフト『さよなら 海腹川背』（2013年）以前の作品には、データが存在しない欠番フィールドが存在する。この構成には、ゲームを全面クリアしてもそれが『海腹川背』のすべてではないという意が込められている。なお、このゲームにエンディングデモは存在せず、クリア時のフィールド画面を背景にスタッフロールが流れるのみである。

## 特徴
この作品は、伸縮自在のフックつきゴムロープを使ったアクションが特徴で「ラバーリング・アクション」と銘打たれている。このルアー付きロープは十字キーとの組み合わせで8方向に投げることができ、一定の距離まで直進する。先端のルアーが何かに触れると引っ掛かって固定され、ロープを手繰り寄せたり引き伸ばしたりできる。このロープの使い方を工夫することで、従来のアクションゲームでは不可能だった様々な動きができる。たとえば、敵に引っかけ捕獲する、高く飛び上がる、広い穴を跳び越す、天井に張り付く、上の床に上がる、凄い勢いでダッシュする、など用途が広い。これらの非常に幅広いアクションにより、初心者から上級者まで楽しめる作りとなっている。このロープアクションのシステムは、カプコンのアーケードゲーム『トップシークレット』（1987年）のシステムを受け継いだものであるが、ロープの長さや振り子運動の勢いを微調整するなど、より高い自由度とアクションのリアリティが実現している。
障害物や敵を除けながらドアに到達し入ると次のフィールド（面）に進め、ドアが2か所以上設置されているフィールドでは入るドアによって次のフィールドが異なる。最終ステージとなるフィールドと最終フィールドへの到達ルートは複数ある。フィールドによって難易度は様々で、中には、相当の鍛錬を積まないと到達できない上級者向けの難所もある。
リプレイ機能が搭載されており、自分のプレイデータを記録し再生モードで鑑賞できる。2作目の『海腹川背・旬』以降ではクリアタイムも記録され、一度でも到達したことのあるフィールド1つを選択して練習できるプラクティス機能が追加されている。また、1/100単位で動く時計でプレイ時間が計られており、1つのフィールドをいかに早くクリアするかという点もやりこみ要素の1つとなっている。

## 開発

### 経緯
本作は製品化される前に、X68000向けのプロトタイプが2つ作られた。以下、1992年3月に開発されたプロトタイプをプロトタイプ1、同年4月に開発されたプロトタイプをプロトタイプ2とする。
プロトタイプ1は水源の周りに穴を掘って水を流して敵を退治する内容だった。また、プロタイプ1では穴を掘るだけでなく、ポンプで水を放出する攻撃方法も想定していたが、導入が見送られた。システムがナムコの『ディグダグ』に酷似していたことに加え、動かしてみたところ水路の処理が想定以上に複雑だったことから、プロトタイプ1の製品化は見送られた。
敵との戦闘を検証するために開発されたプロトタイプ2では、初めて敵キャラクターの姿が描かれた。プロトタイプ2では、主人公が敵キャラクターの上にジャンプすると敵が気絶し、マップの外に投げ捨てて倒すシステムが導入された。また、水路を作るというコンセプトはプロトタイプ1と同様だが、水路の作り方は迷路の壁を壊すという方法に変更された。プロトタイプ2は、プロトタイプ1より改善されたとはいえ、面白くなりそうな気配がないということで没にされた。
最終的に、「水路を作る」という要素は製品版において排除されたものの、プロトタイプ1における遠距離の敵を倒す方法、プロトタイプ2における「敵を気絶させてマップ外に投げ捨てて倒す」という要素は製品版に受け継がれた。

### プロモーション
テレビ向けCMは発売の1か月ほど前にテレビ東京系列の深夜枠など極一部で放映された。また、それとは別にプロモーション用のビデオもある。
作品内では、海腹川背のプレイ映像と共に、海腹川背テーマソング「藍より碧いうみ」（ゆい はやと作詞・作曲 / 菊池 琢己編曲 / トモくん歌）が使われた。その他、無名のメーカーのゲームソフト本格参入第一弾のため、プロモーションには力が入れられており、大型玩具店などでキャラバンキャンペーンも開かれた。

### 裏設定
本作には酒井個人が書いた裏設定が存在し、酒井潔のウェブサイト（外部リンク参照）で公開されていた。その内容は明るいゲーム内容に反して暗いもので、救いの無い重々しい内容（特に川背さんの家族関係）となっていたが、これはあくまでキャラクターや世界観のイメージを伝えるために書かれたものに過ぎず、それがあたかも公式設定であるかのように受け取られている現状には抵抗があると酒井本人が後に述べている。
この裏設定のうち「日本全国を放浪する流しの板前」という主人公の肩書きに関してのみ、3DSで発売された『さよなら 海腹川背』において公式なキャラクター設定として紹介されている他、『海腹川背 Fresh!』では「道中で材料を拾い集めて料理を作る」などの具体的なゲーム性にも活かされている。一方、本編作品ではないが、イラスト担当の近藤敏信が代表取締役を務め酒井潔も所属するスタジオ最前線が開発したクロスオーバー作品『Blade Strangers』では川背さんの裏設定を掘り下げた物語が含まれている。

## スタッフ
- ゼネラル・プロデュース：樋口秀夫
- エグゼクティブ・プロデュース：高崎嘉真
- コ・プロデュース：酒井悦夫、外崎希世至
- エグゼクティブ・ディレクション、システム・デザイン、プログラム：酒井潔
- オブジェクト・グラフィック：東田悟
- 背景グラフィック：牧野紀夫、山下英之、河原純子
- マップ・デザイン：酒井潔、深谷有紀子
- サウンド・プロデュース：黒澤右文 (SPEX Inc.)
- 音楽：中野雅仁 (Pas De chat)、本山淳弘、立川伸治
- サウンド協力：アトリエドゥーブル
- マネージング・ディレクション：桜井光俊
- マネージャー：高橋稔一、上杉昭治
- セールス・プロモーション：梶谷高司、渡辺祐美子、川合千恵、朝賀和子
- 協力：河野プロモーション、円プロデュース、近藤敏信、津田ファミリー

## 評価
ゲーム誌『ファミコン通信』の「クロスレビュー」では7・7・7・7の合計28点（満40点）、『ファミリーコンピュータMagazine』の読者投票による「ゲーム通信簿」での評価は以下の通り18.0点（満30点）となっている。
| 項目 | キャラクタ | 音楽 | お買得度 | 操作性 | 熱中度 | オリジナリティ | 総合 |
| 得点 | 3.2        | 2.8  | 2.8      | 3.0    | 3.0    | 3.2            | 18.0 |

## 関連商品
攻略本
- 『海腹川背 完全独占攻略本』（スコラ）：スーパーファミコン版攻略本

コミック
- 海腹川背（スコラ連載）

ゲームのタイアップ企画として、『コミックバーガー』（スコラ）で8話分が連載された。作者は山吹ショウマ。
ストーリーは直接ゲームとは関係せず、一種のパロディ作品である。主人公の名前は「海腹川背」ではなく、「海原川瀬」である。
連載誌、『コミックバーガー』休刊に伴い、「第一部完」という形で連載を終えた。
単行本は1巻のみ出版され、後期に連載された2話分が未収録である。
サウンドトラック
- 海腹川背 サウンドトラック（sweeprecords、SRIN-1043、2008年7月23日発売）

SFC版およびPS版『旬』のサウンドトラックCD。『旬』のテーマ曲である「ときめきが目を覚ましてる」「空の青さ」のインストゥルメンタルバージョンと「空の青さ」のフルバージョンも収録。ブックレットにはゲームデザインの酒井潔、キャラクターデザインの近藤敏信、テーマ曲を歌った小森まなみ、作曲担当の本山淳弘、立川伸治のコメントも掲載。

## シリーズ作品
海腹川背
- 1994年12月23日にスーパーファミコン用ソフトとして発売。TNNのゲーム参入第1弾の作品として発売された。スーパーファミコン用に続編を発売する計画もあったが頓挫している。TNNは本作の後にサッカーゲーム『史上最強リーグ セリエA エースストライカー』を発売したのみでコンピュータゲーム事業より撤退している。2015年11月2日にはネットランキングなどを追加したSteam（Microsoft Windows）版がアガツマ・エンタテインメントより発売され[9]その翌月に同社の解散によりいったん販売停止となるが、2016年2月5日に発売元をデジカに変更して販売再開した[10]。2022年5月27日には『スーパーファミコン Nintendo Classics』収録ソフトの一つとして配信された[11][12][13][14]。

海腹川背・旬
- 1997年2月28日発売のPlayStation用ソフト。続編としてエクシングから発売。

海腹川背・旬 〜セカンドエディション〜 マル安シリーズ（1）
- 2000年1月26日にPlayStation用ソフトとして発売。『海腹川背・旬』の廉価版としてエクシングから発売。玉露園などの劇中CMがカットされ、代わりに描き下ろしイラストが表示される。また、新フィールドとしてF56、F57、F58が追加された。2012年9月26日にはスタジオ最前線からゲームアーカイブスとして配信を開始している[15]。

海腹川背Portable
- 2008年3月27日発売のPlayStation Portable用ソフト。『海腹川背・旬』の移植・リメイクとしてマーベラスエンターテイメントから発売。一部追加フィールドがある。

不具合を修正しないまま販売に踏み切り問題となった。
海腹川背・旬 〜セカンドエディション〜完全版
- 2009年10月29日発売のニンテンドーDS用ソフト。Genterpriseより発売。『海腹川背・旬 〜セカンドエディション〜』をベースにフィールドが追加された（16、17、26、40、49、61、62、63）。また、スーパーファミコン版『海腹川背』が収録されている。

脱出パズル 海腹川背
- 2011年12月20日配信開始のiアプリ用ソフト。サンソフトの『上海iパズル』にて配信されているパズルゲーム[16][17]。

さよなら 海腹川背
- 2013年6月20日発売のニンテンドー3DS用ソフト。アガツマ・エンタテインメントより発売。完全新作としては『旬』以来16年ぶりとなる。

メインキャラクターである川背は20歳と9歳の2人が、他に新キャラクターとして“江美子ちゃん”“横山埜鼓（ノッコ）”が登場。
さよなら 海腹川背 ちらり
- 2015年4月23日にPlayStation Vita用ソフトとして発売。ニンテンドー3DS用ソフト『さよなら 海腹川背』をベースにして、新規ステージなどが追加されている。2015年10月6日にはネットランキングなどの機能を加えたSteam（Microsoft Windows）版がアガツマ・エンタテインメントより発売され[18]、いったん販売停止したのち2016年2月5日に発売元をデジカに変更して販売再開[10]。

海腹川背・旬 Steam Edition
- 2015年11月24日配信開始のSteam（Microsoft Windows）用ソフト。アガツマ・エンタテインメントより発売。『セカンドエディション』『セカンドエディション完全版』を再構成した内容。一旦販売停止したのち2016年2月5日に発売元をデジカに変更して販売再開[10]。

海腹川背 Fresh!
- 2019年4月25日にNintendo Switch用ソフトとして発売。発売元はサクセス。2020年4月23日にPlayStation 4版、同年5月28日にSteam版がリリース。

ステージクリア制からクエストクリア制に変更されている。
発売元のサクセスのIPタイトルである『コットン』の主人公“ナタ・デ・コットン”がプレイアブルキャラクターとして選択可能（当初は特定クエストクリア後に解禁だったがのちにショップでも解禁可能に）。7月には『洞窟物語』のキャラクター“カーリー”が選択可能になった。
2020年にアーケード版となる『海腹川背 Fresh! for AC』を発表し、ALL.Net P-ras MULTI Ver.3にて稼働開始。初のアーケード向けタイトルとなる。
海腹川背 BaZooKa!
- 2020年5月28日発売のNintendo Switch / PlayStation 4用ソフト。発売元はサクセス。

ゲームジャンルが変更され、固定画面型のアクションゲームとなっている。
プレイアブルキャラクターはシリーズキャラクターの他、サクセスおよびスタジオ最前線のIPタイトルからも選出される。また、YouTuberのドズルも選択可能。
オフライン・オンラインで最大4人協力・対戦が可能。PlayStation Storeでは“1人のプレーヤー・4人のネットワークプレーヤー”と書かれているがこれは誤り。

## 『海腹川背』の要素が登場する作品
- Blade Strangers - Nicalis（英語版）およびピッキーより発売されたクロスオーバー対戦格闘ゲーム。海腹川背、横山埜鼓、江美子ちゃんが登場する。また、アップデートにより水着姿の海腹川背（水着川背）が追加された。
- クリスタルクライシス - Nicalisおよびピッキーより発売されたクロスオーバー対戦パズルゲーム。海腹川背が登場する。
- コットンロックンロール -スタジオ最前線が開発、サクセスより発売された横スクロールシューティングゲーム。プレイアブルキャラクターとして海腹川背（作品内の名前表記は「ウミハラ カワセ」）を操作可能。ルアーで敵をつかまえて、バズーカ弾として発射することが可能。

## 備考
シリーズ名でもある“海腹川背”は「海の魚は腹に、川の魚は背に脂がのっている」という板前用語に因んだ言葉であると本作の説明書に記載されている。
Windows用スクリーンセーバーソフトである『海腹川背さんセーバー』がフリーウェアとして、キャラクター制作者の近藤敏信の公式サイトにて公開されている。
「海腹川背」の商標権は2009年12月現在、DS版『海腹川背・旬』の著作権者の1社であるエアータッチ株式会社が所有している（登録商標日本第5163679号ほか）。以前はPS版『海腹川背・旬』のアニメーション制作会社、スタジオ・ザイン（旧同4111937号）のほかに、財団法人エヌエイチケイサービスセンター（旧同3229532号）が保有していた。それらはすべて登録が外されている。なお、2012年にキャラクターデザイン担当の近藤敏信が代表を務めるスタジオ最前線が本作に関する権利を取得している。
2006年、テレビ番組『ゲームセンターCX』第31回で有野晋哉が『海腹川背』に挑戦。キャラクターデザインの近藤敏信が番組のファンで、番組宛てにイラスト入り色紙（3種類）を贈った。